# Світлова величина
Світлова́ величина́ — зредукована фотометрична величина утворена з енергетичної фотометричної величини за допомогою спеціального виду відносної 
спектральної чутливості — спектральної чутливості світлоадаптованного людського ока.
Світлові величини позначаються індексом «ν», наприклад, Xν.

## Величини
| Назва (синонім)  | Позначення                   | Визначення                                                                      | Одиниця вимірювання |
| ---------------- | ---------------------------- | ------------------------------------------------------------------------------- | ------------------- |
| Світловий потік  | {\displaystyle \Phi _{\nu }} | —                                                                               | лм                  |
| Сила світла      | {\displaystyle I_{\nu }}     | {\displaystyle I={\frac {d\Phi }{d\Omega }}}                                    | кд (лм ср-1)        |
| Світлова енергія | Q{\displaystyle {}_{\nu }}   | {\displaystyle Q=\int \Phi \,dt}                                                | лм с                |
| Світимість       | M{\displaystyle {}_{\nu }}   | {\displaystyle M={\frac {d\Phi }{dS_{1}}}}                                      | лм м−2              |
| Яскравість       | L{\displaystyle {}_{\nu }}   | {\displaystyle L={\frac {d^{2}\Phi }{d\Omega \,dS_{1}\,cos(\varepsilon _{1})}}} | кд м−2              |
| Освітленість     | E{\displaystyle {}_{\nu }}   | {\displaystyle M={\frac {d\Phi }{dS_{2}}}}                                      | лк                  |
| Експозиція       | H{\displaystyle {}_{\nu }}   | {\displaystyle H={\frac {dQ}{dS_{2}}}}                                          | кд с                |

S1 — елемент площі джерела.
S2 — елемент площі приймача.
ε1 — кут між нормаллю до елементу площі джерела і напрямом спостереження.

## Інтернет-ресурси
- Photometry (nist.gov) (archived)
- Radiometry and photometry FAQ Professor Jim Palmer's Radiometry FAQ page (University of Arizona) (archived)
- Visualization and calculation of photometric quantities — Java executable JAR